# كورت سودربرغ
كورت سودربرغ (بالسويدية: Curt Söderberg)‏ هو عداء موانع ‏ سويدي، ولد في 19 يناير 1927 في بلدية سولنتونا في السويد، وتوفي بنفس المكان في 1 سبتمبر 2010.

## وصلات خارجية
- كورت سودربرغ على موقع أوليمبيديا (الإنجليزية)
- كورت سودربرغ على موقع اللجنة الأولمبية السويدية (السويدية)